# فرازير مكلاكلان
فرازير مكلاكلان (بالإنجليزية: Fraser McLachlan)‏ هو لاعب كرة قدم بريطاني في مركز الوسط، ولد في 9 نوفمبر 1982 في Knutsford ‏ في المملكة المتحدة. لعب مع ستوكبورت كونتي ونادي مانسفيلد تاون ونادي موركامب ونورثويتش فيكتوريا.

## وصلات خارجية
- فرازير مكلاكلان على موقع قاعدة بيانات كرة القدم.إي يو (الإنجليزية)
- فرازير مكلاكلان على موقع Soccerbase.com (لاعب) (الإنجليزية)